# Емилиан (консул 214 г.)
Вижте пояснителната страница за други личности с името Емилиан.
Емилиан (на латински: Aemilianus) e политик и сенатор на Римската империя през началото на 3 век.
През 214 г. той е суфектконсул заедно с Луций Валерий Месала на мястото на Гай Октавий Апий Светрий Сабин по времето на император Каракала.